# Shea Stadium
O William A. Shea Municipal Stadium (mais conhecido como Shea Stadium) foi um estádio localizado no bairro do Queens, em Nova Iorque. Originalmente construído como um estádio multiuso, foi a casa do time de beisebol New York Mets, da MLB entre os anos de 1964 a 2008 e também do time de futebol americano New York Jets da NFL de 1964 até 1983.
É famoso por ter sido o local onde os Beatles fizeram um show em agosto de 1965. Essa apresentação ficou marcada na história do século XX por ter sido o primeiro show realizado em um estádio esportivo e por bater todos os recordes de audiência na época, somando 55.000 pagantes. Foi demolido em 2009, para fornecer estacionamento adicional para o lado do Citi Field, a atual casa dos Mets.

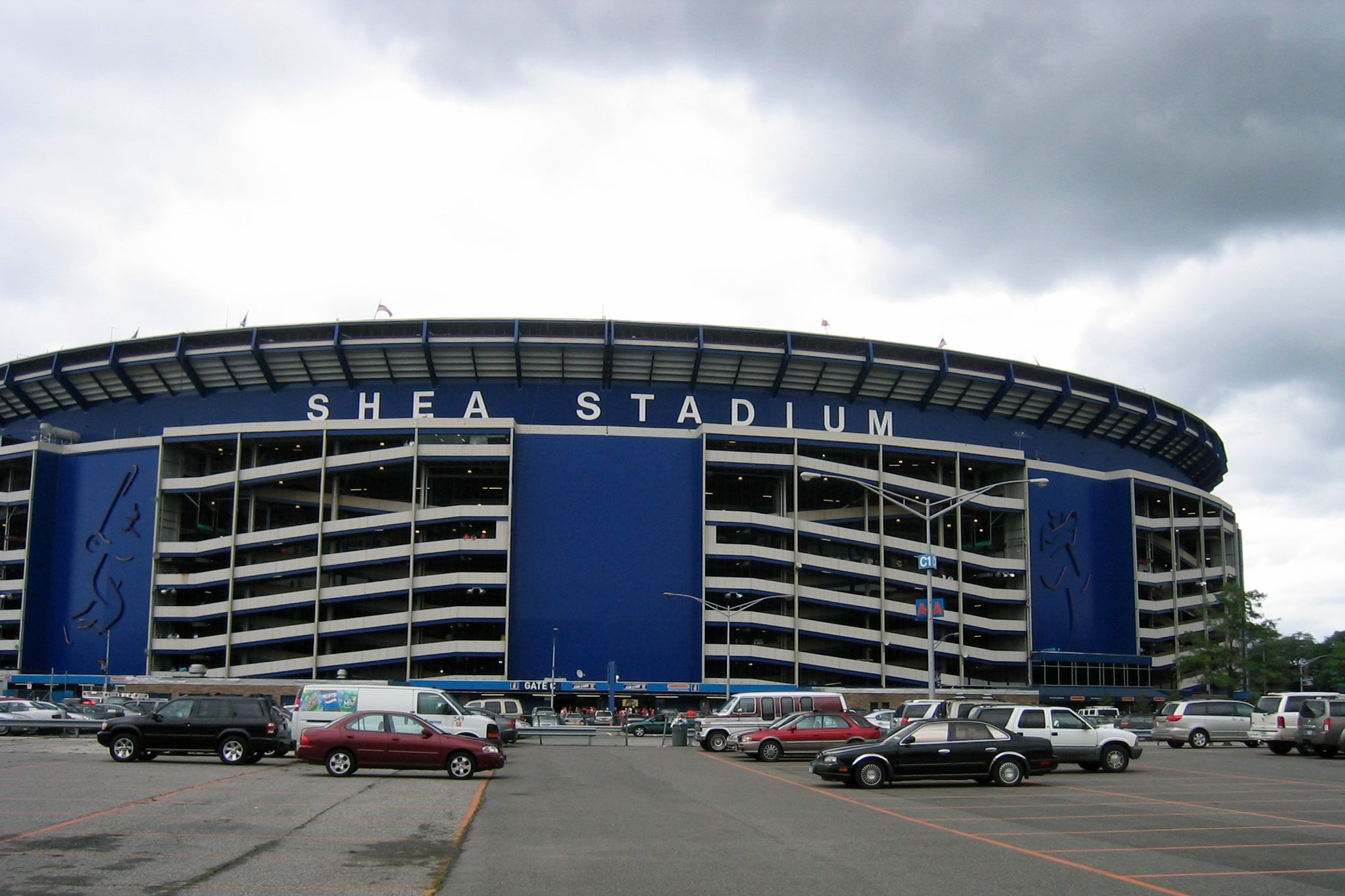
Exterior do Shea Stadium em 2007.

Deveria se chamar Flushing Meadows Stadium Park (mesmo nome do parque ao sul do estádio), mas, após a insistência dos populares, resolveu-se homenagear o advogado William Alfred Shea, que lutou para trazer a Liga Nacional de volta à cidade (o New York Yankees pertence à Liga Americana). Começou a ser construído em outubro de 1961 e foi inaugurado em 17 de abril de 1964, em uma partida contra o Pittsburgh Pirates, que venceram por 4 a 3. A primeira rebatida válida no estádio foi um home run de Willie Stargell, dos Pirates, em arremesso de Jack Fisher.
Placar eletrônico do estádio.
O estádio, em forma circular, foi construído originalmente para jogos de beisebol e futebol americano. O New York Jets (1964–1983) e o New York Giants (1975) utilizaram o estádio para jogos da NFL. Entre 1974 e 1975, o New York Yankees também utilizou o estádio, durante as reformas no Yankee Stadium.
Com capacidade para 55.601 torcedores atualmente, recebeu quatro vezes a Série Mundial (1969, 1973, 1986 e 2000), terminando com a vitória dos Mets (e em casa) em 1969 e 1986.

## Demolição

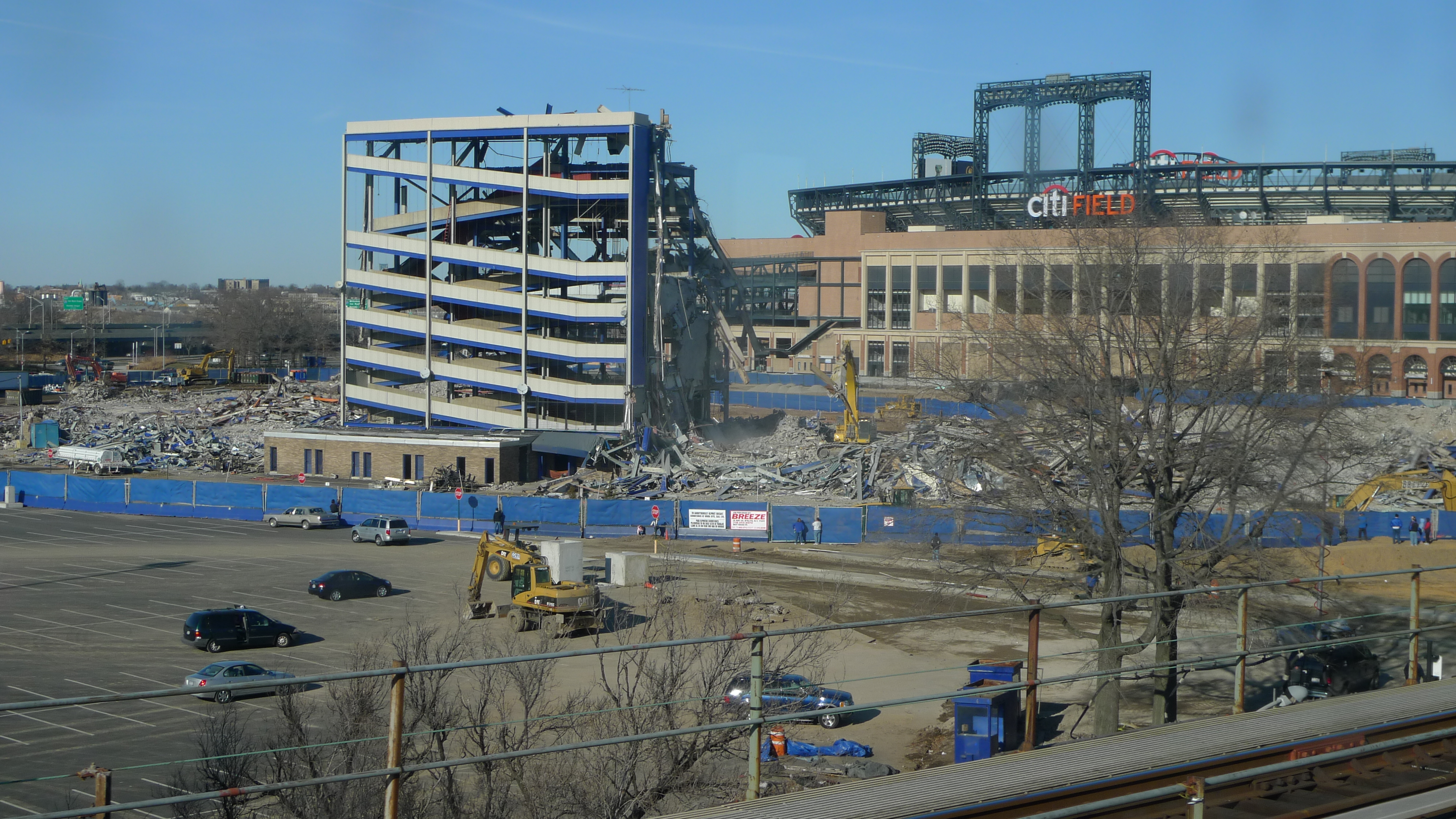
Demolição do estádio em 2009 com o novo Citi Field visto ao fundo.

De acordo com a legislação de Nova York, o Shea Stadium teve de ser demolido ao invés de implodido. A empresa com os direitos de vender a memorabília foi dada duas semanas depois do último jogo para remover bancos, sinalização e outros intens potencialmente vendáveis/colecionáveis antes da demolição. Os bancos foram os primeiros (869 dólares por par, mais impostos), seguidos por outros itens, como os pólos de falta, abrigos, sinalização do estádio e as letras gigantes soletrando "SHEA STADIUM" na frente do edifício.
Após os trabalhos de resgate de memorabília, a operação de demolição foi iniciada em 14 de Outubro de 2008. Em 18 de outubro, o placar no campo da direita foi demolido, com a arquibancada e o "olho dos batedores".
Em 10 de novembro, o campo, abrigos e no resto dos assentos de campo já haviam sido demolidos.
Em meados de dezembro, todos os lugares "Loge" e uma boa parte dos assentos "Mezanino" tinham sido desmontados, deixando apenas a área superior restante.
A demolição do piso superior começou 01 de janeiro de 2009. No dia seguinte, tudo o que restava das seções 26-48 do andar superior foi a estrutura de aço. Em 08 de janeiro, o quadro de aço para as seções 36-48 do andar superior tinha sido completamente removidos; tudo o que restou do banner publicitário "Live & In Person" no topo, acima do Portão A, foi a porção de extrema-direita com o logotipo "Shea Stadium Final Season". A partir de 15 de janeiro, a parcela de campo mais à esquerda do Shea foi completamente demolido e o deck do campo superior esquerdo (seções 25-47) foi removido do seu quadro de aço. O restante da parte superior do estádio, atrás da placa "home", foram retirados em 21 de janeiro. Aproximadamente dois terços da superestrutura exterior do estádio havia desaparecido em 24 de janeiro.
Em 31 de janeiro, os fãs dos Mets em toda Nova York chegaram para um último adeus ao Shea Stadium. Os fãs fizeram um tour pelo local, contaram-se histórias e cantaram-se músicas. O restante da última seção de assentos foi demolido em 18 de fevereiro. Os fãs ficaram abismados como a estrutura remanescente do Shea Stadium (uma seção de rampas) foi demolida às 11:22 daquela manhã.
A placa "Home Shea" e as bases estão imortalizados no estacionamento do Citi Field (construído no mesmo local), apresentam gravuras em neon dos jogadores de beisebol que já enfeitaram o exterior do estádio.

### Nova casa dos Mets

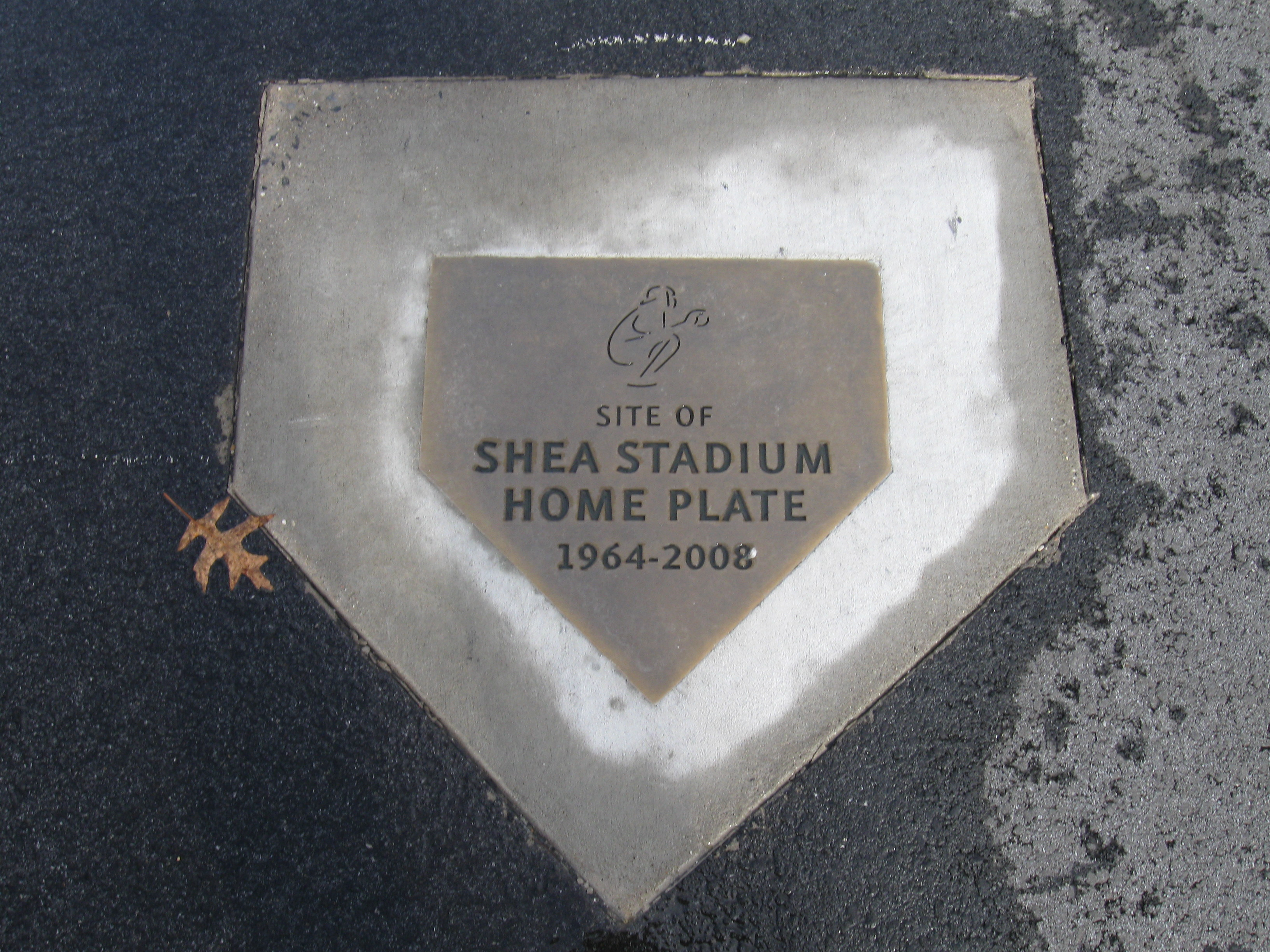
Placa indicando o local do home plate do estádio no estacionamento do Citi Field.

Em 12 de junho de 2005, foi aprovado o projeto do novo estádio dos Mets. Originalmente projetado para receber as Olimpíadas de 2012 (perdeu a disputa para Londres), começou a ser construído em julho de 2006 e foi inaugurado para a temporada de 2009.
O novo estádio (hoje chamado de Citi Field) tem capacidade para 45 mil torcedores e uma fachada em estilo retrô, relembrando o Ebbets Field (antiga casa do Brooklyn Dodgers) e o Tiger Stadium (antiga casa do Detroit Tigers), mas conta com um interior semelhante aos mais modernos estádios (como o Miller Park e o Oriole Park at Camden Yards).